# Transametr

Budowa transametru:
1 -wskaźnik pomiarowy; 2 - pokrywka pokrętła wskaźników tolerancji; 3, 4 - wskaźniki tolerancji; 5 - dźwignia podnosząca kowadełko; 6 - podziałka; 7 - kowadełko; 8 - wrzeciono; 9 - pokrętło przesuwające wrzeciono; 10 - śruba zaciskowa wrzeciona

Transametr (passametr) – przyrząd czujnikowy do kontroli odchyłek wymiarów geometrycznych wyrobów metodą porównawczą w odniesieniu do wielkości wzorca, z czujnikiem mechanicznym zegarowym lub elektronicznym.
Stosowany do szybkiego sprawdzania odchyłek geometrycznych wyrobów w produkcji masowej na zasadzie dobry/niedobry (Go/No-Go). Podobne zastosowanie ma mikrometr czujnikowy oraz sprawdzian szczękowy czujnikowy.
Na pierwszy rzut oka transametr wygląda jak mikrometr czujnikowy, lecz zamiast śruby mikrometrycznej ma śrubę zaciskową bez podziałki. Nie jest więc przyrządem mikrometrycznym.
Według nieaktualnej Polskiej Normy PN-M-02812 symbolem rodzajowym transametru jest MMCf.